# タモリの女5人と管理人
『新春異色バラエティ?! タモリの女5人と管理人』（しんしゅんいしょくバラエティ タモリのおんなごにんとかんりにん）は、日本テレビ系列で1986年1月1日（水曜） 14:00 - 15:25（JST）に放送された新春特別番組（バラエティ番組）。司会を務めるタモリの冠番組。ステレオ放送、文字多重放送が実施された。

## 概要
素晴らしいマンションのペントハウスに一人で住んでいるタモリが万年床でパジャマ姿で過ごしている毎日。そのペントハウスに住むの5人の女性達に興味を持っているチョット変なおじさんの「珍道中コメディバラエティ番組」。

## 出演者
- タモリ：3階のペントハウスの住人
- 大竹しのぶ：2階の住人（婦人警官）
- 大地真央：2階の住人（カメラマン）
- 小泉今日子：1階の住人（女子高生）
- 篠ひろ子：1階の住人（女医）
- 草笛光子：2階の住人（芸者）
- 菅井きん：管理人

## スタッフ
- 総合演出：長尾忠彦（IVSテレビ制作）
- 構成：高平哲郎、詩村博史
- プロデューサー：牛丸謙壱（IVSテレビ制作）
- 制作：安田穣（日本テレビ）、斉藤寿孝（IVSテレビ制作）
- 制作協力：IVSテレビ制作
- 企画協力：田辺エージェンシー
- 製作著作：日本テレビ